# 320P/McNaught
320P/McNaught, komet Jupiterove obitelji, objekt blizu Zemlje